# Legend Music Group
Legend Music Group (LMG) är ett konsultbolag, produktionsbolag och musikförlag som startades 2006 av A&R-entreprenören Jonas Johnson, Peter Swartling och musikproducenten RedOne. Legend Music Group specialiserarade sig på att hjälpa välgörenhetsorganisationer med att finna nya vägar att via musik samla in pengar till deras verksamheter.
Legend Music Group ligger bakom kampanjer så som samarbetet mellan Sibel och Ronald Mcdonald Barnfond, Friends och artisten Darin, BRIS Calling Out och artisten Lazee Ft. Apollo Drive. Rädda regnskogen kampanjen 3 AID med Världsnaturfonden och artisten J-SON.
Legend Music Group är konsulter för bland annat The Hunger Project, BRIS, Friends, och Världsnaturfonden.
Bolaget ligger även bakom lanseringen av popgruppen Love Generation tillsammans med världsproducenten RedOne.